# كاثرين جيبس
كاثرين جيبس (بالإنجليزية: Katharine Gibbs)‏ هي رائدة أعمال أمريكية، ولدت في 10 يناير 1863 في غالينا في الولايات المتحدة، وتوفيت في 1934.